# Пидмонт (Оклахома)
Пидмонт (енгл. Piedmont) град је у америчкој савезној држави Оклахома.

## Демографија
По попису из 2010. године број становника је 5.720, што је 2.07 (56,7%) становника више него 2000. године.
| Група             | 2000.         | 2010.         |
| Белци             | 3.361 (92,1%) | 4.983 (87,1%) |
| Афроамериканци    | 17 (0,5%)     | 56 (1,0%)     |
| Азијати           | 1 (0,0%)      | 39 (0,7%)     |
| Хиспаноамериканци | 83 (2,3%)     | 275 (4,8%)    |
| Укупно            | 3.650         | 5.720         |